# Daniel Horan

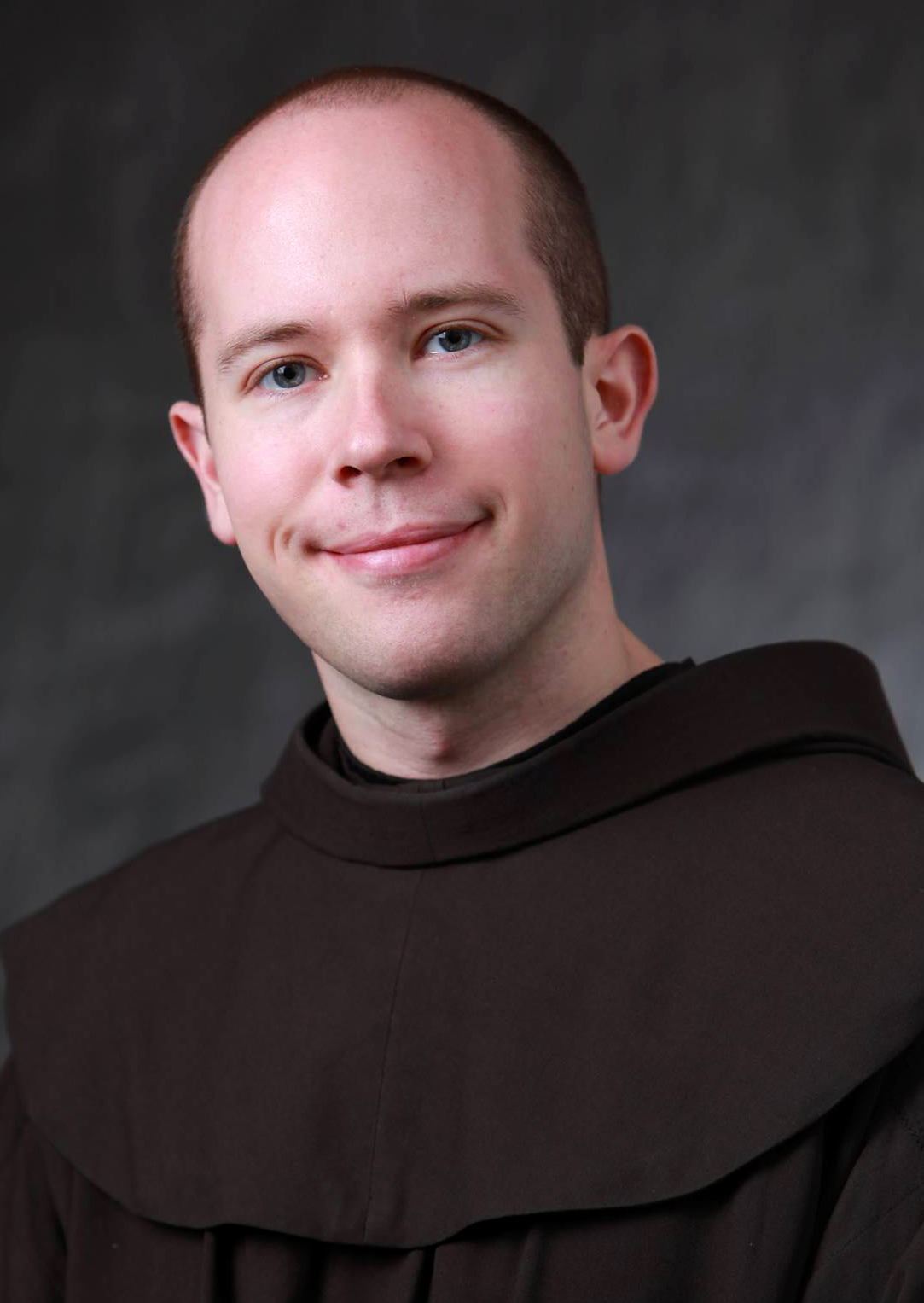
Daniel Horan, in 2010

Daniel Patrick Horan, OFM (* 15. November 1983 in Pensacola, Florida) ist ein amerikanischer Franziskaner, Priester, Theologe und Autor. Er wirkt derzeit als Assistent Professor der Fundamentaltheologie an der Catholic Theological Union in Chicago. Für den National Catholic Reporter schreibt er eine Kolumne. Am 3. Oktobers 2024 gab er bekannt, seinen Orden zu verlassen und das Priesteramt aufzugeben.

## Frühes Leben und Ausbildung
Er studierte Theologie und Journalismus an der St. Bonaventure University, und setzte seine Studien an der Washington Theological Union fort. Er erhielt den Ph.D. Abschluss in Systematischer Theologie vom Boston College.

## Werdegang
Horan hat an der Fakultät für Religionswissenschaft am Siena College in Loudonville, New York, unterrichtet, wie auch in Sommer-Angeboten der theologischen Fakultät von St. Bonaventure University, dem Boston College und am Catholic Theological Union. Er war auch im Wissenschaftlichen Beirat der International Thomas Merton Society tätig. Ebenso wirkt er als Leiter von geistlichen Exerzitien.
Themenschwerpunkte des Franziskanerpaters sind die franziskanische Theologie, die Philosophie und die Spiritualität; ebenso hat er über den amerikanischen Trappisten Thomas Merton veröffentlicht und in Nordamerika und Europa Vorträge über Merton gehalten. Die Spiritualität der "Millenial" Generation ist auch ein Forschungsfeld von P. Horan.
Digitaler Diskurs auf sozialen Medien und in den online Versionen von katholischen Zeitschriften bildet ein Fundament von Horans Arbeit als Theologe und Prediger.
Am 3. Oktobers 2024 gab er bekannt, seinen Orden zu verlassen und das Priesteramt aufzugeben.

## Auszeichnungen (in Auswahl)
- Ehrendoktorat der Felician University (2015)
- 2020 Association of Catholic Publishers, Erster Platz für das beste theologische Buch: Catholicity and Emerging Personhood: A Contemporary Theological Anthropology (Orbis Books, 2019)[11]
- 2020 Catholic Press Association, Erster Platz für das Buch Reading, Praying, Living Pope Francis's Rejoice and Be Glad (Liturgical Press, 2019)[12]

## Publikationen (Auswahl)
- Dating God: Live and Love in the Way of St. Francis (First ed.). Cincinnati: Franciscan Media. 2012. ISBN 978-1616361365.
- Francis of Assisi and the Future of Faith: Exploring Franciscan Spirituality and Theology in the Modern World (First ed.). Phoenix: Tau Publishing. 2012. ISBN 978-1619560413.
- Franciscan Spirituality for the 21st Century: Selected Reflections from the Dating God Blog and Other Essays (First ed.). Boston: Koinonia Press. 2012. ISBN 978-0615597539.
- The Last Words of Jesus: A Meditation on Love and Suffering (First ed.). Cincinnati: Franciscan Media. 2013. ISBN 978-1616364090.
- Spirit and Life: A Franciscan Guide for Spiritual Reflection (First ed.). Boston: Koinonia Press. 2013. ISBN 978-0615781167. (With Julianne Wallace)
- Postmodernity and Univocity: A Critical Account of Radical Orthodoxy and John Duns Scotus (First ed.). Minneapolis: Fortress Press. 2014. ISBN 978-1451465723.
- The Franciscan Heart of Thomas Merton: A New Look at the Spiritual Inspiration of His Life, Thought, and Writing (First ed.). Notre Dame: Ave Maria Press. 2014. ISBN 978-1594714221.
- God is Not Fair and Other Reasons for Gratitude (First ed.). Cincinnati: Franciscan Media. 2016. ISBN 978-1632531414.
- All God's Creatures: A Theology of Creation (First ed.). Lanham: Lexington Books/Fortress Academic. 2018. ISBN 978-1978701533.
- Reading, Praying, Living Pope Francis's Rejoice and Be Glad: A Faith Formation Guide (First ed.). Collegeville: Liturgical Press. 2019. ISBN 978-0814664070.
- Catholicity and Emerging Personhood: A Contemporary Theological Anthropology (First ed.). Maryknoll: Orbis Books. 2019. ISBN 978-1626983366.